# Pyramida Lepsius č. I
Pyramida Lepsius č. I je zříceninou rozsáhlé hrobky ze starověkého Egypta, která se nachází na pohřebišti Abú Rawáš východně od Radžedefovy pyramidy. Pyramidový charakter této stavby je však kontroverzní. Její majitel je neznámý.

## Průzkum
První průzkumy pyramidy Lepsius č. I uskutečnil roku 1837 John Shae Perring, který se domníval, že pyramida patří panovníkovi 1. dynastie Džerovi. Výzkumy zde vedl i Howard Vyse. V roce 1842 hrobku zkoumal Karl Richard Lepsius, podle něhož dostala hrobka jméno a který ji katalogizoval do svého pyramidového seznamu pod číslem I. Pyramida byla v období jeho výzkumů 17 metrů vysoká a Lepsius odhadl její původní výšku na přibližně 145 metrů. Lepsius při tom uvádí, že zřícenina byla průběžně rozebírána lupiči kamene. Iorwerth Eiddon Stephen Edwards stavbu považoval za zříceninu mastaby. Ve 20. letech 20. století se hrobkou zabýval Fernand Bisson. Podrobný a komplexní výzkum hrobky probíhal mezi lety 1985 až 1986 pod vedením Nabila Svelima.

## Datování a stavebník

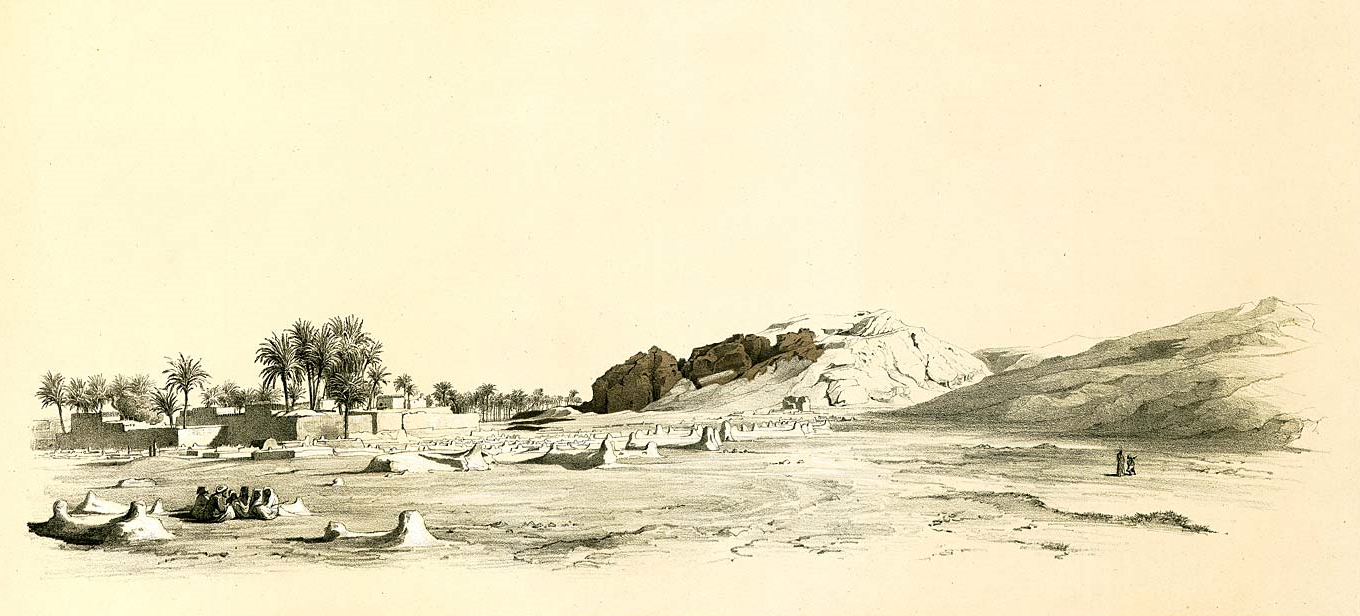
Pohled na severozápadní stranu pyramidy Lepsius č. I

Až doposud nemohla být pyramida Lepsius č. I připsána žádnému faraonovi. Nebyly zde nalezeny žádné nápisy ani artefakty, které by umožňovaly vytvořit závěry o jejím stavebníkovi. Někdy je tato hrobka připisována faraonovi Hunejovi.
Nabil Svelim hrobku datuje do období konce 3. dynastie, a považuje jí za pyramidu. Domnívá se, že jádro stavby tvořil z jedné čtvrtiny skalnatý pahorek. Proti těmto domněnkám však existuje řada námitek. Pyramidy Staré říše byly obvykle postaveny na vyvýšeném, dominantním místě, což Pyramida Lepsius č. I ani zdaleka nesplňuje. Stojí totiž na samém okraji povodňové zóny Nilu. Dále jsou zarážející tři desítky skalních hrobek ze 6. a 5. dynastie, které se nacházejí ve skalním pahorku, jenž měl být podle Svelima součástí pyramidy. Je velmi nepravděpodobné, že hrobka byla během 4. dynastie tak rozsáhle zničena, aby v jejím nitru mohlo vzniknout celé rozsáhlé pohřebiště.

## Popis
Podle Svelima byla hrobka pyramida a čtvrtinu jejího jádra tvořil skalní pahorek. Proti těmto domněnkám však existuje řada námitek, které jsou uvedeny v předchozí kapitole. Svelim uvádí, že pyramida měla úhel sklonu 75° až 76°. Délka strany pyramidy mohla být 215 metrů a výška v době dokončení pyramidy 107,5 až 150,5 metrů. Pyramida Lepsius č. I se proto zřejmě velmi podobala Rachefově pyramidě. Do skalního jádra byla podle Svelima vytesána pohřební komora se čtvercovou základnou 5,5 metru a výškou 5 metrů. Komoru se severní stranou stavby spojoval koridor s úhlem sklonu 25°. Nenacházely se zde zřejmě žádné jiné komory ani galerie.

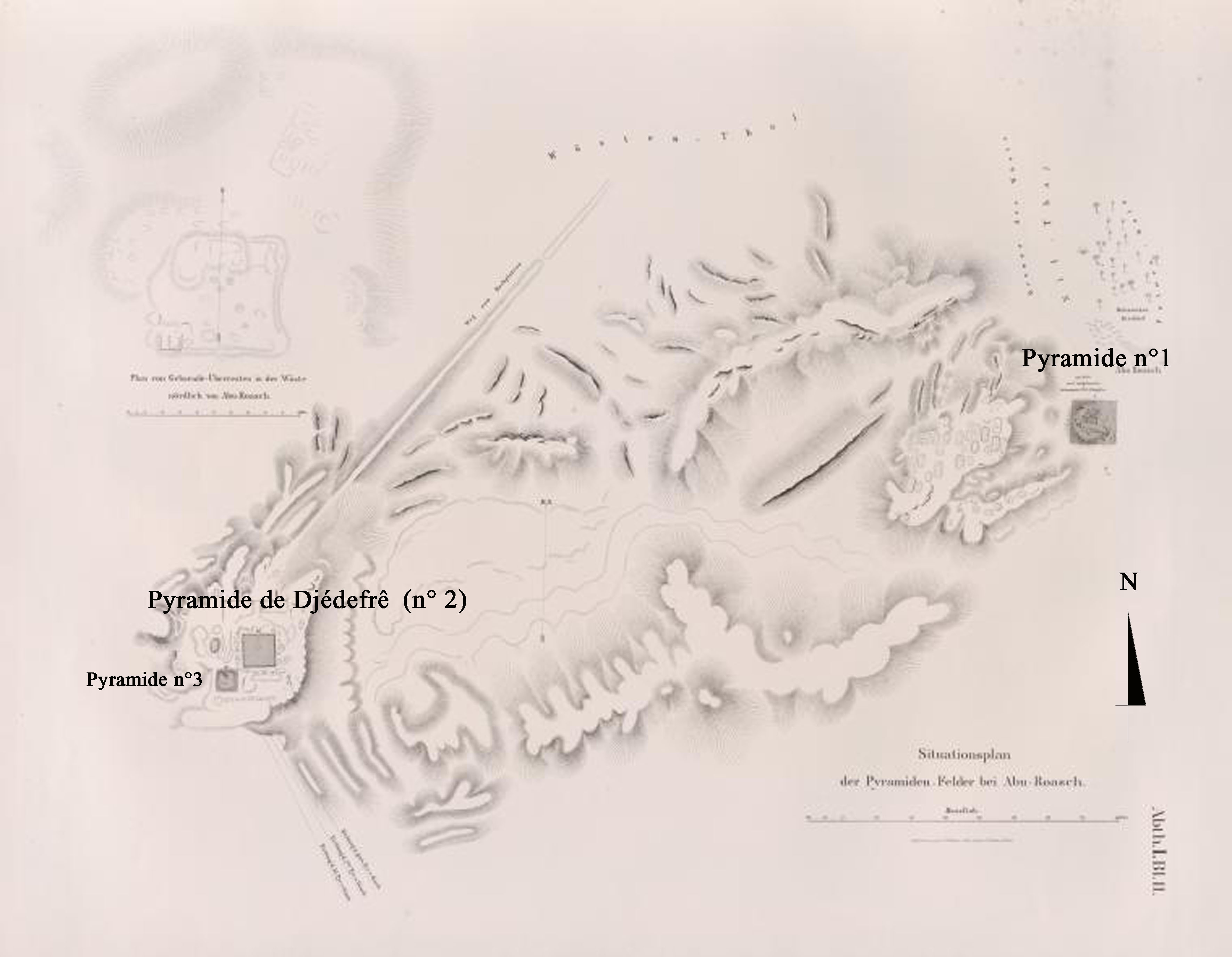
Poloha pyramidy na mapě Karla Richarda Lepsia
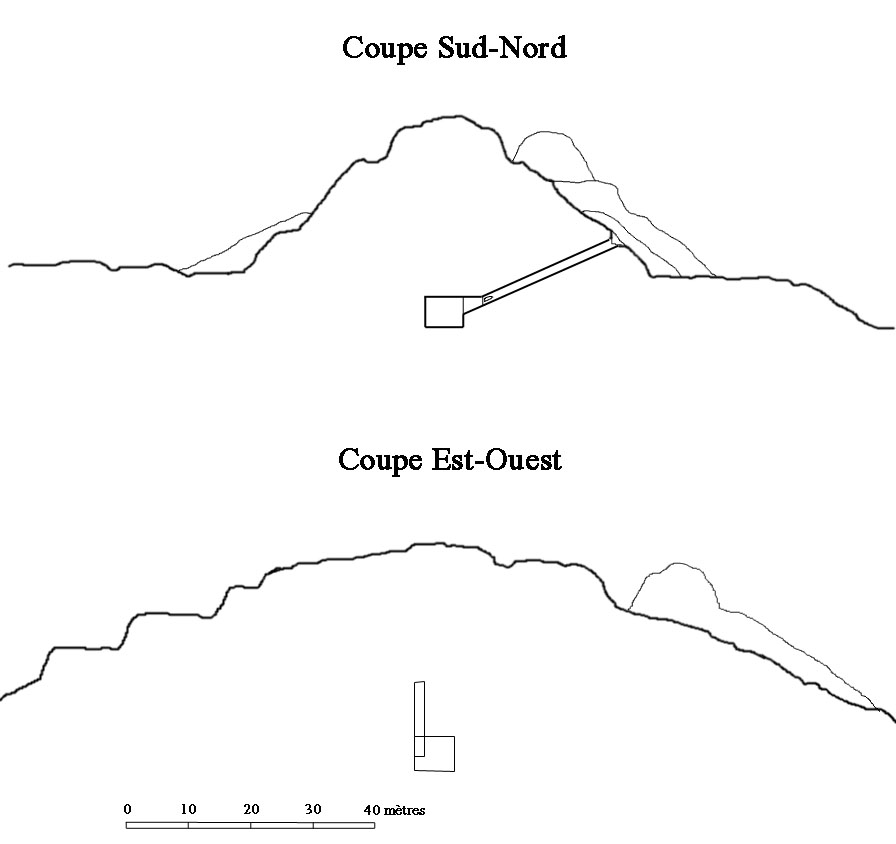
Nákres pyramidy
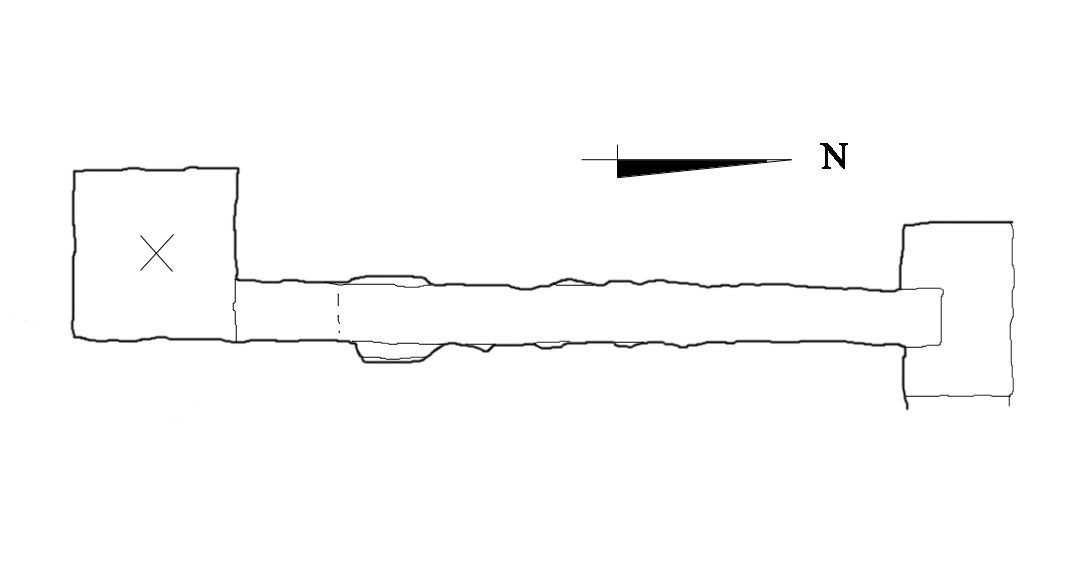
Pohřební komora pyramidy
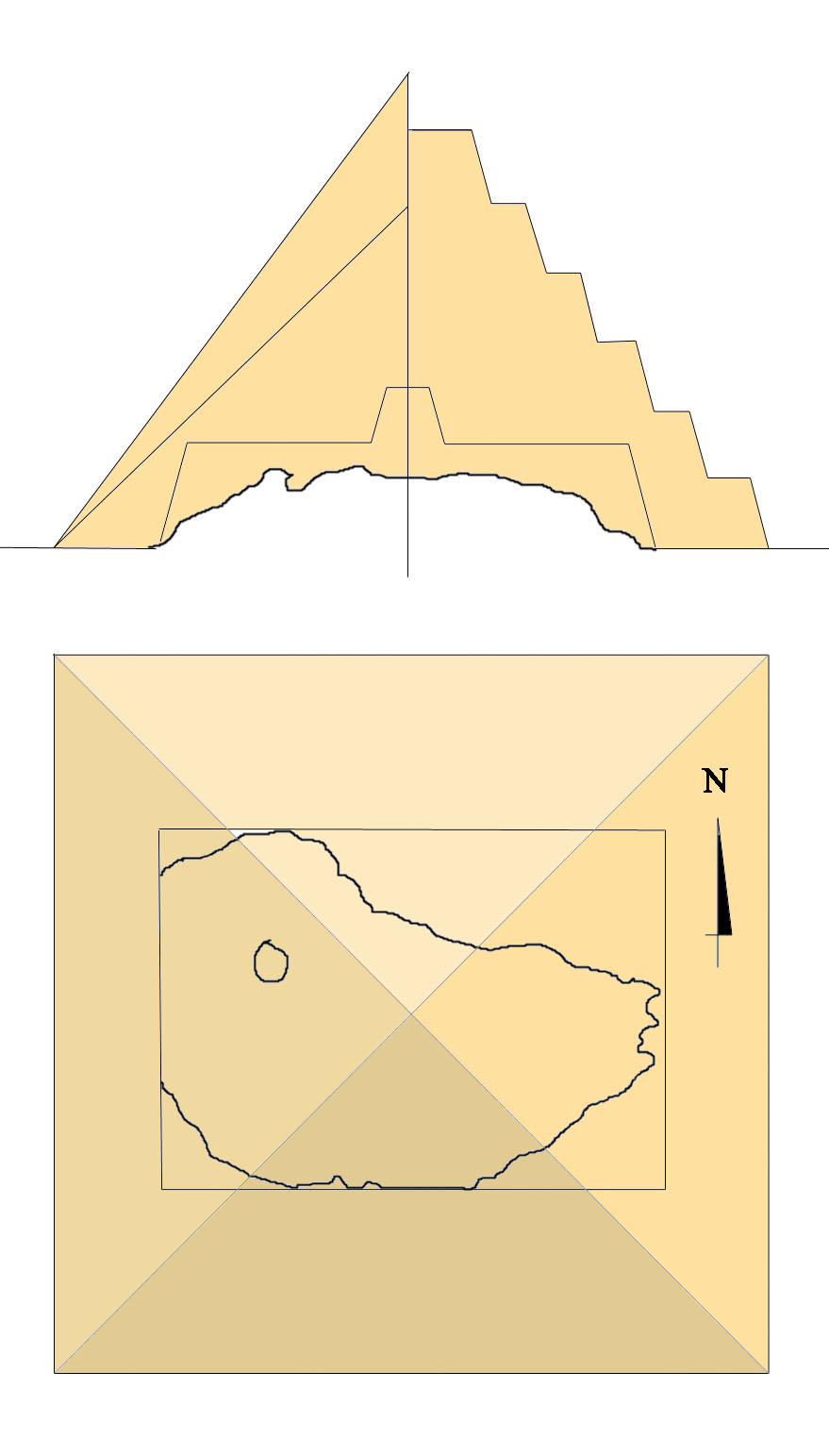
Rekonstrukce pyramidy (podle Nabila Svelima)